# 飯田村 (大分県)
飯田村（はんだむら）は、大分県玖珠郡にあった村。現在の九重町の一部にあたる。

## 地理
玖珠川上流、同支流・野上川、鳴子川、奥郷川、白水川、音無川の流域に位置していた。

## 歴史
- 1889年（明治22年）4月1日、町村制の施行により、玖珠郡後野上村、田野村、湯坪村、野上村が合併して村制施行し、飯田村が発足[1][2]。旧村名を継承した後野上、田野、湯坪、野上の4大字を編成[2]。役場を大字後野上に設置[2]。
- 1896年（明治29年）3月29日、大字野上・後野上と東飯田村大字右田の大部分が分立して野上村が発足[3][1]。2大字となり、役場を大字湯坪蕨原に移転[2]。
- 1912年（大正元年）電灯点灯[2]
- 1924年（大正13年）役場を大字田野に移転[2]。
- 1950年（昭和25年）湯坪郵便局開設[2]
- 1955年（昭和30年）2月1日、玖珠郡野上町、東飯田村、南山田村と合併し、九重町を新設して廃止された[1][2]。

## 産業
- 農業、商業、交通業[2]

### 鉱山
- 1944年（昭和19年）八雲鉱業 (株) （硫化鉄鉱山）が設立し、1954年（昭和29年）玖珠鉱山に改称[2]。

## 交通

### 乗合バス
- 1950年（昭和25年）日田バス筋湯行運航開始[2]。

## 観光
- 飯田高原[2]